# Parookaville
ParookaVille (PV) is een Duits dancefestival dat sinds 2015 georganiseerd wordt op Airport Weeze bij Weeze.
Het festival wordt ieder jaar in juli gehouden op een voormalige RAF-legerbasis op een gedeelte van Airport Weeze. Dit terrein werd onder meer ook gebruikt voor Bizarre-Festival en Q-Base. De eerste editie kende 25.000 bezoekers, de tweede 50.000 en de derde 80.000. 

## Edities
| Editie | Datum             | Bezoekers | Line-Up (selectie) |
| ------ | ----------------- | --------- | --- |
| 1      | 17–18 juli 2015   | 25.000    | Alesso, Armin van Buuren, Dimitri Vegas & Like Mike, Steve Aoki, Martin Solveig, Fedde le Grand, DVBBS, Oliver Heldens, Tujamo, Danny Ávila, The Chainsmokers, Moguai, Deorro Ostblockschlampen, Robin Schulz |
| 2      | 15 - 17 juli 2016 | 50.000    | Steve Aoki, Tiësto, Afrojack, Axwell Λ Ingrosso, Martin Solveig, Tujamo, DVBBS, Headhunterz, Felix Jaehn, Lost Frequencies, Gestört aber GeiL, Yellow Claw, Tube & Berger, Moguai, Henri PFR, Watermät |
| 3      | 21 - 23 juli 2017 | 80.000    | David Guetta, Armin van Buuren, Headhunterz, Axwell Λ Ingrosso, Oliver Heldens, Don Diablo, KSHMR, Laidback Luke, Sam Feldt, Yellow Claw, Galantis, Robin Schulz, DJ Snake, Marshmello, Alle Farben, Paul Kalkbrenner |
| 4      | 20 - 22 juli 2018 | 80.000    | Armin van Buuren, Lucas & Steve, Lost Frequencies, David Guetta, Headhunterz, Axwell Λ Ingrosso, Don Diablo, KSHMR, Sam Feldt, Yellow Claw, Robin Schulz, Martin Solveig, W&W, Brennan Heart, Nicky Romero, Hardwell |
| 5      | 19 - 21 juli 2019 | 80.000    | Above & Beyond, Afrojack, Armin van Buuren, Dimitri Vegas & Like Mike, Lost Frequencies, Paul van Dyk, Richie Hawtin, Steve Aoki, The Chainsmokers, W&W, ATB, Blastoyz, Bliss, Boris Brejcha, Brandon, Brennan Heart, Brohug, Brooks, Cosmic Gate, Da Tweekaz, DVBBS, Felix Kröcher, Fisher, Frontliner, Headhunterz, Infected Mushroom, Jauz, Jonas Blue, Klaudia Gawlas, Kungs, Lucas & Steve, Moksi, Mr. Belt & Wezol, Neelix, Ofenbach                                                                          |
| 6      | 17 - 19 juli 2020 | 80.000    | Scooter, Steve Aoki, Yellow Claw, Vini Vici, 1LIVE, Bakermat, Alle Farben, FiNCH ASOZiAL, Da Tweekaz, Gareth Emery, ATB, D-Block & S-Te-fans, Blastoyz |
| 7      | 22 - 24 juli 2021 | 80.000    | Armin van Buuren, FISHER, Scooter, Yellow Claw, Alle Farben, David Puentez, DJ SASH!, Neelix, Nervo, Purple Disco Machine, Sub Zero Project, Tujamo |
| 8      | 15 - 17 juli 2022 | 80.000    | Tiësto, Armin van Buuren, Fedde Le Grand, Yellow Claw, Afrojack, Electric Callboy, Headhunterz, Scooter, Dimitri Vegas & Like Mike, Oliver Heldens, Amelie Lens, Brennan Heart, W&W, KSHMR, Alle Farben, Fisher, Purple Disco Machine, Robin Schulz, Moksi, Nervo, Fjaak, Felix Jaehn, Alan Walker, Neelix, Sub Zero Project, Sefa |
| 9      | 21 - 23 juli 2023 | 80.000    | Alle Farben, Alok, Andrew Rayel, Apashe, Brainwash, Brennan Heart, Cosmic Gate, Curbi, D-Block & S-Te-Fan, Da Tweekaz, David Puentez, Dimitri K, Dimitri Vegas & Like Mike, Dr. Peacock, Felix Jaehn, Finch, Fisher, Gareth Emery, Giuseppe Ottaviani, GRAVEDGR, Habstrakt, Hard Driver, Hardwell, Headhunterz, Jebroer, Joel Corry, Klangkuenstler, Kygo, Laidback Luke, Lost Identity, Lucas & Steve, Oliver Heldens, Paul Elstak, Rooler, Steve Aoki, Teknoclash, The Chainsmokers, W&W, Wildstylez, Will Sparks |
| 10     | 17 - 21 juli 2024 | 80.000    | Paul Kalkbrenner, Armin van Buuren, Steve Aoki, Angerfist, Don Diablo, Hardwell, Fedde Le Grand, Yellow Claw, Modestep, Showtek, DJ Paul Elstak, Scooter, Armand van Helden, John Newman, Bassjackers, Dimitri Vegas & Like Mike, Oliver Heldens, Quintino, Martin Solveig, Brennan Heart, Eptic, KSHMR |
| 11     | 18 - 20 juli 2025 | 80.000    | Steve Aoki, Hardwell, Afrojack, Oliver Heldens, Brennan Heart, W&W, I Hate Models, Mark Knight, Timmy Trumpet, Gestört aber Geil, Neelix, Morten, Fatima, Amber Broos, Anfisa Letyago, Sara Landry, DJ Shimza, Hannah Laing, ClockClock, Bunt |